# Mesocletodes abyssicola
Mesocletodes abyssicola är en kräftdjursart som först beskrevs av T. Scott och A. Scott 1901.  Mesocletodes abyssicola ingår i släktet Mesocletodes och familjen Argestidae. Arten är reproducerande i Sverige. Inga underarter finns listade i Catalogue of Life.